# آرتشيبالد جوزيف كرونين
آرتشيبالد جوزيف كرونين (بالإنجليزية: A. J. Cronin) (19 يوليو 1896-6 يناير 1981) هو طبيب وروائي اسكتلندي. تدور روايته الأكثر شهرةً «القلعة» حول طبيب اسكتلندي في قرية مناجم ويلزية، والذي يصعد السلم المهني الطبي في لندن. راقب كرونين المرافق بصفته مفتشًا طبيًا في المناجم ولاحقًا بصفته طبيبًا في شارع هارلي. روج الكتاب لأفكار لا تزال مثيرة للجدل حول الأخلاقيات الطبية وساعد في إلهام إنشاء جهاز الصحة الوطنية. هناك رواية أخرى لكرونين عن المناجم تدور أحداثها في الشمال الشرقي لإنجلترا وهي النجوم تنظر للأسفل. اقتُبس فلمان عن الروايتين بالإضافة لفيلم عن رواية قلعة هاتر، وهما مفاتيح المملكة والسنين الخضراء. اقتُبست عن رواية كرونين طبيب القرية برنامج إذاعي وملسل من إنتاج هيئة الإذاعة البريطانية بي بي سي بعنوان دفتر قضايا الدكتور فينالي والذي بقي لسنوات لاحقة.

## النشأة
ولد آرتشيبالد جوزيف كرونين في كاردروس، دونبارتونشاير في اسكتلندا وهو الابن الوحيد لأم تتبع التعاليم المشيخية جيسي كرونين (كنيتها قبل الزواج مونتغومري) وأب كاثوليكي باتريك كرونين. كتب كرونين غالبًا عن رجال شبان من خلفيات مختلطة مشابهة لبيئته. هاجر جداه لأبيه من آرماغ كاونتي في إيرلندا ليصبحا تجار للزجاج والصينيات في الإسكندرية. غيّر جده أوين كرونين كنيته من كروناغي إلى كرونين عام 1870. كان آرتشيبالد مونتغومري جده لأمه صانع قبعات والذي امتلك متجرًا في دومبارتون. انتقل والدا كرونين بعد زواجهما إلى هيلنسبرغ وفيها التحق بمدرسة جرانت ستريت. عندما بلغ كرونين السابعة من عمره، توفي والده عامل التأمين والمسافر التجاري بمرض السل. انتقل بعد ذلك هو وأمه إلى منزل والديها في دومبارتون، وأصبحت بعد فترة مفتشة الصحة العامة في غلاسكو.
لم يكن كرونين طالبًا سابقًا لعمره في أكاديمية دومبارتون والذي ربح جوائز في مسابقات الكتابة بل كان رياضيًا ممتازًا ولاعب كرة قدم. كان كرونين بعمر صغير لاعب جولف نهم وتمتع بممارسة الرياضة طوال حياته بالإضافة لحبه لصيد سمك السلمون.
انتقلت العائلة لاحقًا إلى يوركهيل غلاسكو حيث التحق كرونين بكلية سانت ألوسيوس في منطقة جارينتهيل في المدينة. لعب كرة القدم للفريق الأول هناك، وهي تجربة ضمنها في إحدى رواياته الأخيرة، الفتى المنشد. سوى كرونين بنفسه قرارًا اتُخذ في العائلة أنه يجب أن يدرس إما ليلتحق بالكنيسة أو ليمارس الطب، فاختار أقل الشرين. حاز على منحة كارنيغي لدراسة الطب في جامعة غلاسكو عام 1914. نظرًا لغيابه بين عامي 1916-1917 لأداء الخدمة البحرية، تخرج كرونين عام 1919 بأعلى درجات الشرف في بكالوريوس الطب والجراحة. زار الهند في وقت لاحق من ذلك العام بصفته جراح سفينة على متن سفينة ركاب. تابع كرونين ليحصل على شهادت أخرى، إذ حصل على دبلومة في الصحة العامة عام 1923 وعضوية الكلية الملكية للأطباء عام 1924. قُلد عام 1925 لقب دكتور في الطب من جامعة غلاسكو عن أطروحته بعنوان «تاريخ أم الدم».

## مسيرته الطبية
خدم كرونين، خلال الحرب العالمية الأولى، بصفته ملازمًا أول جراح في احتياطي متطوعي البحرية الملكية قبل التخرج من كلية الطب. بعد الحرب تدرب في مستشفيات مختلفة، بما في ذلك بيلاهوستون ولايتبورن في غلاسكو، ومستشفى روتوندا في دبلن. خضع لممارسة عامة في قرية صغيرة في كلايد، غاريلوكهيد، وفي تريديغار، وهي مدينة مناجم في جنوب ويلز. عُين عام 1924 مفتشًا طبيا للمناجم في بريطانيا العظمى. نُشرت إحصائيته للقوانين الطبية في المناجم وتقاريره حول العلاقة بين استنشاق غبار الفحم والأمراض الرئوية على مدى السنوات القليلة اللاحقة. استفاد كرونين من خبرته الطبية وأبحاثه حول المخاطر المهنية لصناعة التعدين في رواياته اللاحقة؛ القلعة، التي تدور أحداثها في ويلز والنجوم تتطلع للأسفل التي تدور أحداثها نورثمبرلاند. انتقل بعد ذلك إلى لندن، حيث مارس الطب في هارلي ستريت قبل تأسيس ممارسة طبية مزدهرة من ماله الخاص في نوتينغ هيل. كان كرونين أيضًا المسؤول الطبي في قسم التخزين بوايتليز، وأصبح في هذا الوقت مهتمًا بشكل متزايد بطب العيون.

## مسيرة الكتابة
شُخض كرونين عام 1930 بإصابته بقرحة الإثني عشر المزمنة وقيل إنه يجب أن يخضع لراحة كاملة لستة أشهر في الريف على نظام غذائي مكون من الحليب. في مزرعة دالشينا وبواسطة لوخ فين، استطاع أخيرًا أن ينغمس في رغبته التي استرت طوال حياته في كتابة الرواية، إذ لم يكتب سابقًا سوى الوصفات والأوراق العلمية.سافر كرونين من مزرعة دالشينا سافر إلى دومبارتون لبحث خلفية روايته الأولى، وذلك باستخدام ملفات مكتبة دومبارتون، التي لا تزال تملك رسالة طلب النصح من كرونين. ألف قلعة هاتر في غضون ثلاثة أشهر وقُبل المخطوط بسرعة من قبل غولانكز دار النشر الوحيدة التي أرسِلت لها (يبدو أن اختيار دار النشر تقوم به زوجته من خلال وضع يدها على اسم الناشر بشكل عشوائي). حققت الرواية نجاحًا فوريًا ومثيرًا، إذ أطلقت مسيرة كرونين بصفته مؤلفًا غزير الإنتاج. لم يعد إلى ممارسة الطب أبدًا.
كان العديد من كتب كرونين من الأكثر مبيعًا في ذلك العصر وتُرجمت إلى العديد من اللغات. تعتمد بعض قصصه على مهنته الطبية، إذ تمتزج بشكل كبير بين الواقعية والرومانسية والنقد الاجتماعي. تدرس أعمال كرونين الصراعات الأخلاقية بين الفرد والمجتمع، إذ يسعى أبطاله المثاليون إلى تحقيق العدالة للشخص العادي. تسرد إحدى رواياته المبكرة، النجوم تنظر إلى الأسفل (1935)، المخالفات في مجتمع المناجم في شمال شرق إنجلترا وصعود عامل منجم طموح ليكون عضوًا في البرلمان.
كان كرونين كاتبًا سريعًا استثنائيًا، يكتب ما متوسطه 5000 كلمة في اليوم، ويخطط بدقة لتفاصيل حبكاته مقدمًا. كان معروفًا أنه صعب في التعاملات التجارية، على الرغم من أنه في الحياة الخاصة كان شخصًا مرحًا بدهاء... في محادثاته، وفقًا لما ذكره أحد المحررين بيتر هاينينغ.
ساهم كرونين بقصص ومقالات في العديد من المنشورات الدولية. خلال الحرب العالمية الثانية، عمل في وزارة الإعلام البريطانية، وكتب مقالات بالإضافة إلى المشاركة في البث الإذاعي إلى دول أجنبية.

## تأثير رواية القلعة
ساعدت القلعة (1937)، وهي قصة نضال طبيب شركة التعدين لتحقيق التوازن بين النزاهة العلمية والالتزامات الاجتماعية، في التحريض على إنشاء الخدمة الصحية الوطنية في المملكة المتحدة من خلال كشف عدم المساواة وعدم الكفاءة في الممارسة الطبية في ذلك الوقت. ناصر كرونين في روايته خدمة الصحة العامة المجانية من أجل هزيمة حيل الأطباء الذين "رفعوا أجورهم لخنق المرضى بأمر مشابه للعمل فني. عمل كل من الدكتور كرونين وأنورين بيفان في مستشفى تريديجار كوتيدج في ويلز، والذي كان بمثابة واحدة من أساسات الخدمة الصحية الوطنية. سرعان ما أصبح لكرونين أعداء في الوسط الطبي، وكان هناك جهد متضافر من قبل مجموعة من المتخصصين لحظر رواية القلعة. أبلغت رواية كرونين، التي كانت من أكثر الكتب مبيعًا على الإطلاق التي نشرها فيكتور جولانكز، الجمهور عن الفساد داخل النظام الطبي، وزرعت بذرة أدت في النهاية إلى الإصلاح. لم تكن الأفكار الرائدة للمؤلف مفيدة في إنشاء الخدمة الصحية الوطنية فحسب، بل أكد المؤرخ رافاييل سامويل عام 1995 أن شعبية روايات كرونين لعبت دورًا رئيسيًا في انتصار حزب العمال الساحق في عام 1945.
على النقيض من ذلك، وصف أحد كتاب سيرة كرونين، آلان ديفيز، استقبال الكتاب بأنه مختلط. أخذ عدد قليل من الممارسين الطبيين الأكثر صخباً في ذلك اليوم استثناءً لإيصال إحدى الرسائل له قائلين: أن عددًا قليلاً من الأطباء الذين يتمتعون بكفاءة عالية في الممارسات العصرية كانوا يرفعون أجورهم على مرضاهم الأثرياء على حد سواء. وأشار البعض إلى عدم وجود توازن بين النقد والثناء للأطباء الذين يعملون بجد. قبلت الأغلبية الرواية على ما كانت عليه، رواية موضعية. حاولت الصحافة تحريض المشاعر داخل الوسط الطبي في محاولة لزيادة مبيعاتها، في حين أن فيكتور غولانش اتبع حذوها في محاولة للترويج للكتاب، والكل يعلم حقيقة أنها كانت عملاً خياليًا وليس بحثًا علميًا وليس سيرة الذاتية.
في الولايات المتحدة، فازت رواية القلعة بالجائزة الوطنية للكتاب، أي بجائزة الرواية المفضلة لعام 1937، والتي يصوت عليها أعضاء جمعية باعة الكتب الأمريكية. وفقًا لاستطلاع أجرته مؤسسة غالوب عام 1939، صُوت لرواية القلعة بصفتها أكثر الكتب إثارةً لاهتمام القرّاء على الإطلاق.

## روابط خارجية
- آرتشيبالد جوزيف كرونين على موقع IMDb (الإنجليزية)
- آرتشيبالد جوزيف كرونين على موقع الموسوعة البريطانية (الإنجليزية)
- آرتشيبالد جوزيف كرونين على موقع مونزينجر (الألمانية)
- آرتشيبالد جوزيف كرونين على موقع ألو سيني (الفرنسية)
- آرتشيبالد جوزيف كرونين على موقع أول موفي (الإنجليزية)
- آرتشيبالد جوزيف كرونين على موقع قاعدة بيانات برودواي على الإنترنت (الإنجليزية)
- آرتشيبالد جوزيف كرونين على موقع قاعدة بيانات الأفلام السويدية (السويدية)
- آرتشيبالد جوزيف كرونين على موقع ديسكوغز (الإنجليزية)
- آرتشيبالد جوزيف كرونين على موقع قاعدة بيانات الفيلم (الإنجليزية)
- آرتشيبالد جوزيف كرونين على موقع كينوبويسك (الروسية)